# Acontia unio
Acontia unio là một loài bướm đêm trong họ Noctuidae.